# Mainská mývalí kočka
Mainská mývalí kočka je jedno z nejstarších amerických kočičích plemen. Řadí se mezi největší domestikované kočky. Díky její impozantní velikosti a přátelské povaze se jí často přezdívá „něžný obr“.

## Historie

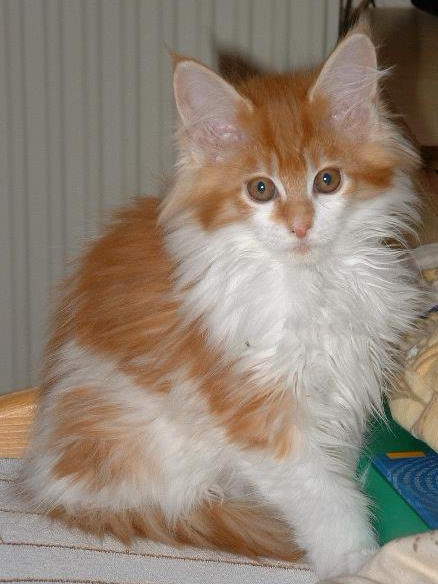
Kotě mainské mývalí kočky – červené mramorované s bílou

Toto plemeno vzniklo pravděpodobně křížením amerických koček z oblasti Nové Anglie-Maine s dlouhosrstými kočkami z Evropy. Jejich značná podoba s norskou lesní kočkou napovídá, že tato plemena musela mít společného předka. Jedna legenda také vypráví o Marii Antoinettě, která se v předtuše násilné smrti chtěla vystěhovat do Ameriky. Jako první tam poslala právě své milované kočky, mezi nimiž prý byly i nějaké turecké angory. Jejich potomci pak dali vzniknout tomuto plemeni.
Ať už je původ jakýkoli, jde skutečně o plemeno typické pro americký kontinent. Dlouhou dobu zde byly mainské mývalí kočky využívány v boji proti hlodavcům. Poprvé byly vystaveny v roce 1860 na výstavě koček v New Yorku a v roce 1861 bylo plemeno zaregistrováno. Od konce 19. století však zájem o toto plemeno postupně upadal, hlavním důvodem byl zřejmě dovoz perských koček do USA. Teprve v 50. letech 20. století bylo zásluhou amerického klubu chovatelů mainských mývalích koček (Central Maine Coon Cat Club) plemeno znovu prošlechtěno. Další podporu získaly mainské kočky po založení Asociace chovatelů a příznivců mainských mývalích koček (Maine Coon Breeders and Fanciers Asociation) v roce 1976. Ve stejném roce bylo toto plemeno oficiálně uznáno. Od té doby jeho obliba vzrůstá, a to nejen na americkém kontinentě, ale i v ostatních koutech světa.

### Vznik názvu plemene
Tyto kočky byly poprvé spatřeny v americkém státě Maine a od toho je odvozeno první slovo názvu plemene. Druhé slovo – „mývalí“ bylo kočce přiřazeno díky jejímu huňatému ocasu, nápadně připomínajícímu medvídka mývala. Mezi chovateli je ovšem spíše uznávaná verze, že název Maine Coon je odvozen od britského mořeplavce a kapitána Charlese Coona, který do Ameriky přivezl zřejmě dlouhosrsté norské lesní kočky, jež se následně zkřížily s krátkosrstými kočkami žijícími v Americe.

## Vzhled

### Základní rysy
Mainské mývalí kočky patří do kategorie II – polodlouhosrsté kočky. Jsou obzvlášť velké a robustní. U těchto koček je velmi viditelný rozdíl mezi kočkou a kocourem. Samičky bývají drobnější, dosahují hmotnosti 5–7 kg. Robustnější samci mohou vážit 9–11 kg, kastrovaní kocouři dokonce 12 kg. Do plné velikosti dorůstají poměrně pozdě, až mezi třetím a čtvrtým rokem života.

### Tělo
Tělo těchto koček je velké, silné a svalnaté s hranatými obrysy. Jeho délka bývá i s ocasem většinou kolem 1 metru. Hlava je dlouhá se zřetelně vystupujícím čenichem. Lícní kosti jsou vysoce nasazené. Uši by měly být velké, vysoké a vzpřímené. Jsou posazeny daleko od sebe, mají širokou základnu a na koncích jsou špičaté, zakončené štětinkami chlupů vyrůstajících z vnitřní strany. Mají velké kulaté tlapy, mezi polštářky jim vyrůstají husté chomáčky chlupů. Barva očí může být různá a dokonce se někdy s věkem mění. Koťata se rodí s modrýma očima, za pár týdnů získávají svoji barvu, například oranžovou. Ta se časem, kolem roku i dvou, může ještě změnit např. v zelenou.

### Srst
Mainské kočky mají polodlouhou srst, která je hustší kolem krku, na nohou, na břiše, a na ocase. Jejich ocas je stejně dlouhý jako jejich tělo, je tedy velmi dominantní. Výrazným znakem je tzv. límec kolem krku s delší a jinak zbarvenou srstí. Mainská mývalí kočka se vyskytuje jen v tzv. přírodních barvách, jaké známe také u obyčejných domácích koček. Možné jsou i různé barvy a kresby srsti, jako černá, modrá, červená, krémová a želvovinová a také s bílými skvrnami, s kresbou nebo se stříbřitě bílou podsadou. Existují čistě bílé kočky s oranžovýma, modrýma nebo nestejně barevnýma očima. Rozdělení barvy, které je tolik důležité u jiných plemen, je u těchto koček podružné. Nejčastěji se vyskytující barvou je černě mramorovaná nebo černě tygrovaná s bílou.

## Charakter a temperament

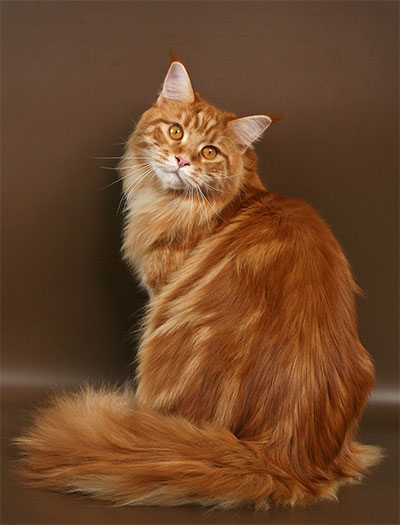
Mainská mývalí kočka s červeným mramorovaným zbarvením

Mainská mývalí kočka je velmi přítulná a mazlivá. Se svou rodinou si často vytváří pevné pouto, ale není na ní závislá - ráda se věnuje i svým vlastním aktivitám. S oblibou si hraje a svou hravost neztrácí ani ve vyšším věku. Pokud je jako kotě seznámena se všemi členy domácnosti, ať už kočkami či psy, mívá pak k nim velmi přátelský vztah. Další výhodou je také její kladný vztah k dětem. Tyto kočky mají rády mazlení, i když samozřejmě existují výjimky. Jsou to kočky spíše klidné, mají společenskou povahu. Rády se zapojí do všech činností svého majitele, ale nejsou vlezlé.
V chování mainské mývalí kočky najdeme řadu odlišností od ostatních kočičích plemen. Jednou z nich je způsob, jakým pijí vodu. Často můžeme pozorovat, že do ní nejprve několikrát udeří tlapkou, než se napijí. Někteří jedinci pijí vodu pomocí tlapky, ze které si udělají „naběračku“. Dalším specifickým chováním této kočky je schopnost spát na nepohodlných a neobvyklých místech. Toto chování zdědila po svých předcích, kteří se tímto způsobem adaptovali na drsné podmínky prostředí, ve kterém žili. Ve spánku bývá často schoulená do zcela neobvyklých pozic. Dále je pozoruhodné její tiché, hvízdavé mňoukání a mimořádně hlasité, hluboké předení, které někomu může připomínat holubičí vrkání.